# Macroscope (référentiel méthodologique)
 (mars 2019).
Pour les articles homonymes, voir Macroscope (homonymie).
Macroscope est un référentiel méthodologique destiné aux activités informatiques des entreprises appartenant à Fujitsu Canada. Il est principalement utilisé comme base de connaissances pour soutenir les services de conseil fournis par leurs clients et est également licencié comme produit commercial pour un certain nombre de leurs clients. 

## Histoire

### 1984-1985: Guides de développement du système d'information "DMR"
La première publication de méthodes à la source de Macroscope était deux "Guides de développement de système d’information": Partie 1 - Gestion du projet  et Partie 2 - Développement du système. Les mêmes livres ont été publiés en français en 1984. Ces deux méthodes étaient appelées méthodes "DMR" et ont ensuite été attribuées au numéro de version 1.0. 
Les deux méthodes étaient basées sur des principes fondamentaux ou des principes qui ont établi l'approche générale. Les méthodes ont été décrites en termes de processus, de techniques et de produits livrables. L'approche principale pour la conception du système a été l'intégration des données françaises Merise  et des méthodes de modélisation des processus américaines Gane et Sarson . 

### 1987-1990: Série sur la fourniture de systèmes d'information
Publication d'un ensemble de cinq livres collectivement appelés "Information System Delivery Series" par DMR Group Inc. Cette publication a également été publiée en français sous le titre de: "Collection Mise en œuvre de systèmes d'information". La collection contenait les livres suivants: 
- Guide de gestion de projet,  (ISBN 2-9801017-5-3)
- Guide de développement du système,  (ISBN 2-9801017-7-X)
- Guide du propriétaire du système,  (ISBN 2-920921-01-0)
- Guide de prototypage,  (ISBN 2-9801017-9-6)
- Exemple de jeu de rapports de phase.  (ISBN 2-920921-03-7)

L'édition de 1987 a ensuite été attribuée à la version numéro 2.0. L'édition de 1990 de cette collection a été renommée "DMR Productivity Plus", rapidement surnommée "P +" par les utilisateurs. Cette édition est attribuée ultérieurement au numéro de version 2.1. 

### 1990-1996: Macroscope DMR
Le projet de recherche et développement intitulé "Le Macroscope Informatique" aboutit au produit initialement appelé "DMR Macroscope" et renommé en 2002 en "Macroscope". Ce programme a été lancé par DMR Group Inc., en collaboration avec la province de Québec (Canada), des partenaires industriels, des partenaires de centres de recherche et des groupes d'utilisateurs ayant contribué financièrement et logistiquement. L'objectif initial de ce programme était de "développer un ensemble de produits intégrés, à savoir des méthodes, des outils logiciels, un programme de formation afin d'améliorer le développement et l'utilisation des technologies de l'information". Dans une note de recherche de 1996, Gartner écrit (traduction libre): 
 Pris ensemble, il s’agit de l’un des ensembles de méthodes et d’outils les plus complets produits par tous les fournisseurs. L'objectif de DMR est axé sur la prestation de services, mais les méthodes sont clairement conçues pour être utilisées par les clients. 
 Cet effort de R&D était divisé en quatre domaines de connaissance, initialement appelés Productivité Plus (P +), Stratégie Plus (S +), Bénéfices Plus (B +) et Architecture Plus (A +). 

### 1994-1995: Méthode "P + OnLine"
Un premier produit commercial sous le parapluie "DMR Macroscope", appelé "P + OnLine", est sorti en 1994 et est la première à afficher un numéro de version, à savoir 2.2. Ensuite, le projet libère progressivement les composants de produit suivants sous de nouveaux noms commerciaux: 
- DMR ProductivityCentre (renommer ProductivityPlus)
- DMR ArchitectureLab (renommer Architecture Plus)
- DMR ResultStation (renommer Benefits Plus)
- DMR StrategyForum (changement de nom de Strategy Plus)

### 1996-1998: DMR Macroscope 3.0 - 3.1
Publié en 1996, DMR Macroscope 3.0 était la première publication de la méthodologie au format HTML, avec un succès mitigé. Cette version a été remplacée en 1998 par la version 3.1. 

### 2001: DMR Macroscope 3.5
Sortie de la version 3.5. Les noms de domaine perdent leurs préfixes "DMR" et ManagementSuite est ajouté au produit DMR Macroscope. 

### 2002-2011: Macroscope 4.0 - 4.9
Sortie de 4.0 en 2002. Le changement de marque de la société auprès de Fujitsu Consulting et la gamme de produits perdent leur préfixe "DMR" et portent simplement la marque "Macroscope". Ensuite, les versions successives 4.5 à 4.9 et les mises à jour intermédiaires sont publiées à un rythme d'environ une fois par an. 

### 2012: Macroscope 5.0
Sortie de la version 5.0 en 2012. Les noms de domaine sont modifiés pour une terminologie plus simple. Le produit est également proposé "en tant que service" ou version hébergée pour des clients spécifiques. 

### 2014: Macroscope 5.2
L'approche de l'architecture d'entreprise est substantiellement révisée. 

## Organisation du savoir
La suite méthodologique Macroscope est organisée en cinq domaines de processus, Les domaines sont les suivants : architecture (anciennement ArchitectureLab) pour architecture d'entreprise, projet (anciennement ManagementSuite) pour la gestion de projet, solution (anciennement ProductivityCentre) pour le développement de systèmes et la maintenance, Bénéfices (précédemment appelé ResultStation) pour la gestion du programme de réalisation des avantages et du portefeuille, et Vision (auparavant appelé StrategyForum) pour la stratégie d'entreprise. 
Tous les domaines de Macroscope sont structurés de manière similaire à l'aide des concepts décrits dans le métamodèle d'ingénierie de processus logiciel ( SPEM ) du groupe de gestion d'objets ( OMG ). Fujitsu a été l’un des nombreux contributeurs à SPEM et des sections de Macroscope sont utilisées pour décrire certains éléments de SPEM. 
Un domaine de Macroscope présente généralement les sections suivantes. Un processus, généralement présenté sous forme de flux de travail, décrit les phases, les étapes et les activités, sous la responsabilité de quel rôle et quels résultats attendus résultent du processus. Un produit livrable, accompagné d'une description, d'un modèle et, en général, d'un ou de plusieurs exemples, est un produit résultant d'un processus. Une technique est une méthode détaillée pour accomplir quelque chose et est utilisée pour produire le contenu d'un ou plusieurs produits livrables. 
Certains domaines de Macroscope contiennent de nombreux processus. Par exemple, le domaine appelé Projet ne contient qu'un seul processus, appelé Gestion de projet, tandis que le domaine Bénéfices contient un processus de gestion de programme et un processus de gestion de portefeuille. 
Chaque domaine Macroscope est également basé sur un ensemble de principes fondamentaux permettant de comprendre, d’adapter et d’utiliser le processus. 

## Domaines méthodologiques

### Vision
Avant la version 5.0, il était connu sous le nom de StrategyForum, formé de deux mots: Stratégie, principal sujet d’intérêt, et Forum, faisant référence à un groupe de parties prenantes discutant de l’évolution ou de l’avenir de quelque chose. 
L'objectif de Vision est de fournir une méthodologie pour capturer, structurer, documenter et confirmer la stratégie commerciale d'une organisation et comprendre son processus de stratégie. 

### Architecture
Avant la version 5.0, cela s'appelait ArchitectureLab, formé de deux mots: Architecture, principal sujet d’intérêt faisant référence à Enterprise Architecture, et Lab, faisant référence au mot Laboratoire, qui permet de simuler la réalité à travers un modèle représentant cette réalité. Dans ce contexte, ArchitectureLab était initialement doté d'un outil de modélisation et de simulation permettant de créer un modèle de processus métier et de simuler le comportement d'un tel processus. 
Le but de Architecture est de fournir une méthode pour fournir les capacités requises pour soutenir la stratégie de l'organisation. 

### Solution
Avant la version 5.0, cela s'appelait ProductivityCentre. Ce nom de domaine ne suivait pas exactement le même modèle d'appellation que les autres domaines. Cela est dû en grande partie au fait que cette méthodologie est plus ancienne et s'appelle ProductivityPlus, souvent appelée P + par les utilisateurs. Pour préserver un lien fort, le mot Productivité a été conservé et le mot "Centre" a été ajouté pour indiquer "où les choses se livrent". 
L’objectif de Solution est de fournir aux entreprises les solutions de système d’information appropriées et de les aider à maintenir et à faire fonctionner ces systèmes afin de répondre en permanence à l’évolution de leurs besoins. 

### Bénéfices
Avant la version 5.0, elle était connue sous le nom de ResultStation, formé de deux mots: Résultats (le "s" final combiné avec le "s" de départ du second mot), qui fait référence aux résultats résultant d'une série d'initiatives de changement dans une organisation. Le deuxième mot, Station, fait référence à une station de contrôle où l’on peut planifier, observer, tirer des leviers et orienter les initiatives de changement. 
Le but de Bénéfices est d’aider les organisations à formuler et à gérer leurs programmes afin d’obtenir une valeur maximale de leurs investissements dans les nouvelles technologies et les initiatives d’amélioration de l’activité fondées sur l’informatique. 

### Projet
Avant la version 5.0, elle s'appelait ManagementSuite, composée de deux mots: Management, comme dans la gestion de projet et Suite, suivant la même métaphore à propos du nom des lieux. 
L'objectif de Projet est de fournir aux gestionnaires de projet les outils, méthodes et processus nécessaires pour les aider à réaliser les projets dans les délais impartis, dans les limites du budget et avec le niveau de qualité attendu. Les processus et procédures sont cohérents avec les principes et le cadre proposés dans le Guide du corps de connaissances en gestion de projet (PMBOK) publié par le Project Management Institute (PMI). 

## Marques de commerce
Macroscope est une marque déposée de Fujitsu Consulting (Canada) Inc., une société Fujitsu .